# The Rebels of PT-218
Pour plus de détails, voir Fiche technique et Distribution.
The Rebels of PT-218 est un film d'action et de guerre américain de 2021, écrit par George Clymer et réalisé par Nick Lyon. Il met en vedettes Danny Trejo, Eric Roberts et William Baldwin dans les rôles principaux. L’équipe technique comprend aussi Mikel Shane Prather pour la direction musicale et Maximilian Elfeldt pour le montage. La sortie du film a eu lieu en deux dates, le 16 juillet 2021 et le 17 août 2021 aux États-Unis.

## Synopsis
En 1943, au plus fort de la Seconde Guerre mondiale, un torpilleur américain est l’un des premiers à rencontrer de l’action sur le théâtre méditerranéen. Au large des côtes d’Afrique, d’Italie et de France, l’équipage lutte contre les bombardements constants des forces allemandes, alors que les mers deviennent un champ de bataille mortel. L’équipage courageux du torpilleur PT-218 affronte les forces allemandes, et il est confronté à des choix difficiles. Il commence à sembler de moins en moins probable que tous les hommes rentrent vivants à la maison.

## Distribution
- Eric Roberts : Lieutenant William Snow
- William Baldwin : Général Bradley
- Geoff Meed : Enseigne de vaisseau Kenneth Ford
- Danny Trejo : matelot Edgar 'Cookie' Orozco
- Marcel Miller : Klaus
- Isaac J. Cruz : matelot Marca
- Rob Riordan : matelot Moose Johnson
- Cap Peterson : matelot Grovener
- Noah Blake : Commander Barnes
- Lincoln Hoppe : Hans
- Derek Yates : matelot Rich Snider
- Benjamin Leasure : Directeur du PT-218[4]
- Daniel Johnstone : matelot Bauer
- Karl Ebergen : matelot Irish
- Connor Tribole : matelot Jefferies
- Jens Lucking : Frederick
- Johnny Santiago : Timonier
- Eric St. John : Capitaine du PT[5]

## Production

### Tournage
Le tournage a eu lieu en Californie, aux États-Unis. Le film est sorti le 16 juillet 2021 aux États-Unis , son pays d’origine.

## Accueil

### Réception critique
Le film est basé sur une histoire vraie, celle du SS Lawton B. Evans. C’était un Liberty ship, un navire marchand équipé de canons à des fins défensives, utilisé par l’United States Navy. Il a participé à la bataille d'Anzio en Italie, utilisé comme soutien du 22 au 30 janvier 1944. Pendant cette période de huit jours, le navire a été bombardé à plusieurs reprises par des batteries côtières et des avions ennemis. Malgré le danger constant des éclats d’obus, des tirs de mitrailleuses et des impacts de bombes, l’équipage a riposté, dressant un barrage meurtrier de tirs antiaériens. Ils ont abattu cinq avions allemands et ont contribué au succès des opérations de débarquement.
Les mauvais effets visuels, les effets spéciaux numériques encore pire, et les acteurs qui ne sont pas très bons non plus poussent certains spectateurs à le désigner comme « L’un des pires films de guerre de tous les temps. »

## Analyse

### Erreurs et incohérences
En dépit de cette base historique, le film comporte de nombreuses erreurs et anachronismes, dont voici une liste relevée par les spectateurs :
- Le général Omar Bradley n’avait pas 4 étoiles à l’époque où se déroule le film.
- Cet officier de l’armée de terre n’avait pas (et n’a jamais eu) autorité pour donner des ordres à des unités navales.
- Des secrets militaires sont révélés en clair à la radio.
- Le navire montré à l’écran n’est pas un torpilleur (PT boat en anglais) mais un navire de ravitaillement.
- Le capitaine porte des lunettes Ray-Ban modernes (il n’y avait que des lunettes d’aviateur à cette époque)[9].
- L’équipage du U-Boot allemand porte des uniformes de la Wehrmacht (armée allemande) et pas de la Kriegsmarine (marine allemande)[5].
- Les avions allemands sont désignés comme des « Messerschmitt », mais on montre des Focke-Wulf Fw 190. Quand on voit l’intérieur du cockpit, c’est celui d’un Messerschmitt Bf 109[9].